# 1308 Halleria
Az 1308 Halleria (ideiglenes jelöléssel 1931 EB) a Naprendszer kisbolygóövében található aszteroida. Karl Wilhelm Reinmuth fedezte fel 1931. március 12-én, Heidelbergben. Nevét Albrecht von Haller svájci természettudósról kapta.